# André Choulika
 (octobre 2023).
L'article doit être relu — et modifié si nécessaire — par des contributeurs indépendants pour apporter un regard critique aux contributions effectuées en violation des conditions d'utilisation de Wikipédia, tant sur la forme (notamment concernant le style encyclopédique, la proportionnalité) que sur le fond (la neutralité de point de vue, la qualité et l'indépendance des sources).
André Choulika, né le 23 janvier 1965 à Beyrouth, est le Directeur général et cofondateur du Groupe Cellectis créé en 1999. Docteur ès sciences en virologie moléculaire, il est l’un des inventeurs de l’ingénierie du génome fondée sur l’utilisation de nucléases, et un pionnier de l’analyse et des applications des méganucléases visant à modifier les génomes complexes.

## Biographie
Né le 23 janvier 1965 à Beyrouth, d'une mère libanaise et d'un père ingénieur russe, André Choulika arrive en France au début des années 1980 et étudie à partir de 1985 la biochimie et la génétique à l’Université Pierre-et-Marie-Curie (Paris VI), où il effectue sa maîtrise auprès de Bernard Dujon. Ses travaux sur les levures le mènent à découvrir les méganucléases, ces « ciseaux moléculaires » capables d’intervenir sur l'ADN de manière très précise. Il devient l’un des pionniers de l’analyse et des applications des méganucléases, dont il est l'un des inventeurs,, visant à modifier les génomes complexes. Il effectue ensuite son DEA et sa thèse à l’Institut Pasteur dans le laboratoire de François Jacob,, prix Nobel de médecine en 1965.   
Après sa thèse en virologie moléculaire à l’Université Pierre et Marie Curie - Paris VI, André Choulika entreprend des études post-doctorales dans le département de génétique de la Harvard Medical School à Boston auprès de Richard C. Mulligan,. Il développe par la suite une première approche de l’utilisation des méganucléases appliquée pour la thérapie génétique humaine au service de médecine moléculaire du Boston Children’s Hospital. En 1999, il remporte la première édition du concours national d’aide à la création d’entreprises de technologies innovantes, lancé par Claude Allègre, en présentant son projet de création de Cellectis, une entreprise d’ingénierie du génome. 

## Innovation et entrepreneuriat
En 1999, il remporte la première édition du concours national d’aide à la création d’entreprises de technologies innovantes, lancé par Claude Allègre, en présentant son projet de création de Cellectis, une entreprise d’ingénierie du génome, spin-off de l’Institut Pasteur. L'Institut Pasteur a octroyé à Cellectis les droits de licence de neuf familles de brevets, dont plusieurs basées sur ses propres recherches. Les travaux de Cellectis sont axés sur le développement d'immunothérapies permettant de cibler et d'éradiquer certains types de cancers.  Celles-ci sont basées sur des cellules CAR-T ingénierées sur étagère, appelées UCART, dont les propriétés et attributs peuvent être déterminés grâce à l’édition du génome. La société a pour mission de développer une nouvelle génération de traitements anticancéreux basés sur ces cellules CAR-T. Dr Choulika est un ardent défenseur des technologies d’édition du génome comme concept qui survivrait au XXIe siècle.   
Une filiale de biotechnologie agricole, Calyxt, Inc. (anciennement Cellectis Plant Sciences, Inc.), a été fondée en 2010. Ses travaux incluent notamment la production d’une huile de soja à teneur élevée en acide oléique ainsi qu’un blé à teneur réduite en gluten.   
André Choulika était membre du conseil de surveillance de Viroxis SA et du comité des investissements de G1J Ile-de-France. Il a été membre du conseil d’ARIIS (Alliance de l’industrie de la santé pour la recherche et l’innovation), membre du conseil d’administration d’EuropaBio sur les entreprises émergentes et membre du programme de conseil scientifique Biofutur.
André Choulika a présidé France Biotech, l’association française des entreprises de biotechnologies, entre 2009 et 2014,. En 2013, il a été nommé chef de projet du secteur des « biotechnologies médicales », l’un des 34 plans du programme Nouvelle France industrielle lancé par Arnaud Montebourg, alors ministre du redressement productif. Il a été élu membre du Conseil d’administration de l’Institut Pasteur en 2019.   
André Choulika a aussi été décoré des insignes de Chevalier dans l'Ordre National de la Légion d'Honneur en 2020[réf. souhaitée].

## Prix et reconnaissances
- 1999: Cellectis remporte la catégorie Entreprises émergentes du concours national d’aide à la création d’entreprises de technologies innovantes, lancé par Claude Allègre.
- 2015: Cellectis nommée entreprise de l'année, par European MedScience Awards
- 2016: Cellectis remporte le prix EuropaBio des PME européennes du secteur de la santé les plus innovantes en biotechnologie européenne[16]
- 2016: Cellectis figure parmi les 50 entreprises les plus intelligentes du MIT Technology Review [17]

## Vie privée
André Choulika a trois enfants .

## Publications
- Réécrire la vie: la fin du destin génétique. Hugo Document. 2016

- Editing Life. Faces behind the gene editing revolution. Independently published. 2020

## Brevets les plus importants
| Numéro de brevet (États-Unis) | Titre | Année |
| ----------------------------- | --- | ----- |
| 8,476,072                     | Meganuclease recombination system | 2013  |
| 8,921,332                     | Chromosomal modification involving the induction of double-stranded DNA cleavage and homologous recombination at the cleavage site   | 2014  |
| 8,206,965                     | Hybrid and single chain meganucleases and use thereof                                                                                | 2012  |
| 9,365,864                     | Meganuclease recombination system | 2016  |
| 7,960,525                     | Gene repair involving in vivo excision of targeting DNA                                                                              | 2011  |
| 7,842,489                     | Use of meganucleases for inducing homologous recombination ex vivo and in toto in vertebrate somatic tissues and application thereof | 2010  |
| 9,890,393                     | Methods for engineering T cells for immunotherapy by using RNA-guided CAS nuclease system                                            | 2018  |
| 9,855,297                     | Methods for engineering T cells for immunotherapy by using RNA-guided CAS nuclease system                                            | 2018  |
| 10,584,352                    | Methods for engineering T cells for immunotherapy by using RNA-guided CAS nuclease system                                            | 2020  |
| 10,870, 864                   | Methods for engineering T cells for immunotherapy by using RNA-guided CAS nuclease system                                            | 2020  |
| 9,458,843                     | Chromosomal modification involving the induction of double-stranded DNA cleavage and homologous recombination at the cleavage site   | 2016  |
| 7,629,326                     | Chromosomal modification involving the induction of double-stranded DNA cleavage and homologous recombination at the cleavage site   | 2014  |
| 8,921,332                     | Chromosomal modification involving the induction of double-stranded DNA cleavage and homologous recombination at the cleavage site   | 2016  |